# Lake Tarleton
Lake Tarleton is een meer in de staat New Hampshire in de Verenigde Staten. Het meer beslaat een oppervlakte van ongeveer 1,35 km² en stroomt via de Eastman Brook in de Connecticut.